# Francisco Carlos
Francisco Carlos, nascido Francisco Rodrigues Filho (Rio de Janeiro, 5 de abril de 1928 — Rio de Janeiro, 19 de agosto de 2003) foi um ator, cantor, compositor e pintor brasileiro.

## Biografia e carreira
Francisco Carlos era carioca, mas passou a infância em Recife, retornando ao Rio aos 11 anos, onde graduou-se pela Escola Nacional de Belas Artes. Ainda estudante, apresentou-se no Programa Casé, da Rádio Mayrink Veiga. Em 1946, foi contratado como cantor profissional pela Rádio Tamoio e logo depois transferiu-se para a Rádio Globo. Um de seus primeiros discos,
gravado em 1950 pela RCA Victor, trazia a marcha carnavalesca Meu Brotinho, de grande sucesso, e o samba Me Deixa em Paz, ambos compostos por Humberto Teixeira e  Luiz Gonzaga. Na década de 1950 atuou no cinema em filmes como Aviso aos Navegantes, Colégio de Brotos e Carnaval na Atlântida. Em 1953, Francisco Carlos foi escolhido pelos ouvintes da Rádio Nacional como o melhor cantor do ano, superando Francisco Alves, falecido no ano anterior. Em 1958, foi eleito o "Rei do Rádio" e recebeu o apelido de El Broto.
 Outro êxito do cantor foi a música Não Quero Mais Amar, lançada pela RCA Victor em 1960, versão de Ramalho Neto da canção I'll Never Fall In Love Again, do cantor norte-americano Johnnie Ray.
Em 1962, no auge da carreira, o "Cantor Enamorado do Brasil" abandonou a música após uma excursão pela Europa e passou a se dedicar exclusivamente à pintura. 
No início dos anos 1980, Francisco Carlos tentou retornar à vida artística, a exemplo do que ocorreu com 
 Cauby Peixoto, que ressurgiu no cenário musical com o sucesso Bastidores, de Chico Buarque de Holanda, mas não obteve êxito, o que o levou a encerrar a carreira de vez.

## Morte
Francisco Carlos faleceu aos 75 anos em 19 de agosto de 2003, no Hospital do Câncer do Rio de Janeiro, após quase um mês de internação, vítima de complicações decorrentes de um linfoma. Foi velado no  Cemitério do Caju e cremado no dia seguinte.